# Zechovice
Zechovice jsou vesnice, část města Volyně v okrese Strakonice v Jihočeském kraji. Nachází se asi 1,5 kilometru jihozápadně od Volyně. Zechovice jsou také název katastrálního území o rozloze 3,88 km². V katastrálním území Zechovice leží též osada Milodráž (zhruba 1¾ kilometru jihozápadně od Zechovic).

## Historie
První písemná zmínka o vesnici pochází z roku 1400.

## Obyvatelstvo
| Rok            | 1869 | 1880 | 1890 | 1900 | 1910 | 1921 | 1930 | 1950 | 1961 | 1970 | 1980 | 1991 | 2001 | 2011 | 2021 |
| -------------- | ---- | ---- | ---- | ---- | ---- | ---- | ---- | ---- | ---- | ---- | ---- | ---- | ---- | ---- | ---- |
| Počet obyvatel | 375  | 414  | 412  | 421  | 442  | 433  | 384  | 291  | 227  | 183  | 152  | 96   | 94   | 72   | 85   |
| Počet domů     | 58   | 67   | 68   | 71   | 71   | 74   | 77   | 78   | 73   | 53   | 44   | 55   | 56   | 57   | 60   |

## Obecní správa
Při sčítání lidu v letech 1850–1963 Zechovice byly samostatnou obcí v okrese Strakonice. Od roku 1964 jsou částí města Volyně v okrese Strakonice. V letech 1850–1929 k obci patřil Nuzín a v letech 1850–1963 také Starov.

## Pamětihodnosti
- Kaple svatého Petra a Pavla na návsi
- Usedlosti čp. 6, 7, 8, 9, 11, 12, 14, 15, 16, 17, 24 (posledně jmenované pouze část, bez plevníku a stodoly)
- Sýpka u čp. 13
- Kovárna čp. 40
- Usedlost čp. 30 v Milodráži
- Přírodní památka Na opukách jihovýchodně od vesnice

## Galerie
- Usedlost č.p. 43Zechovice

Zechovice
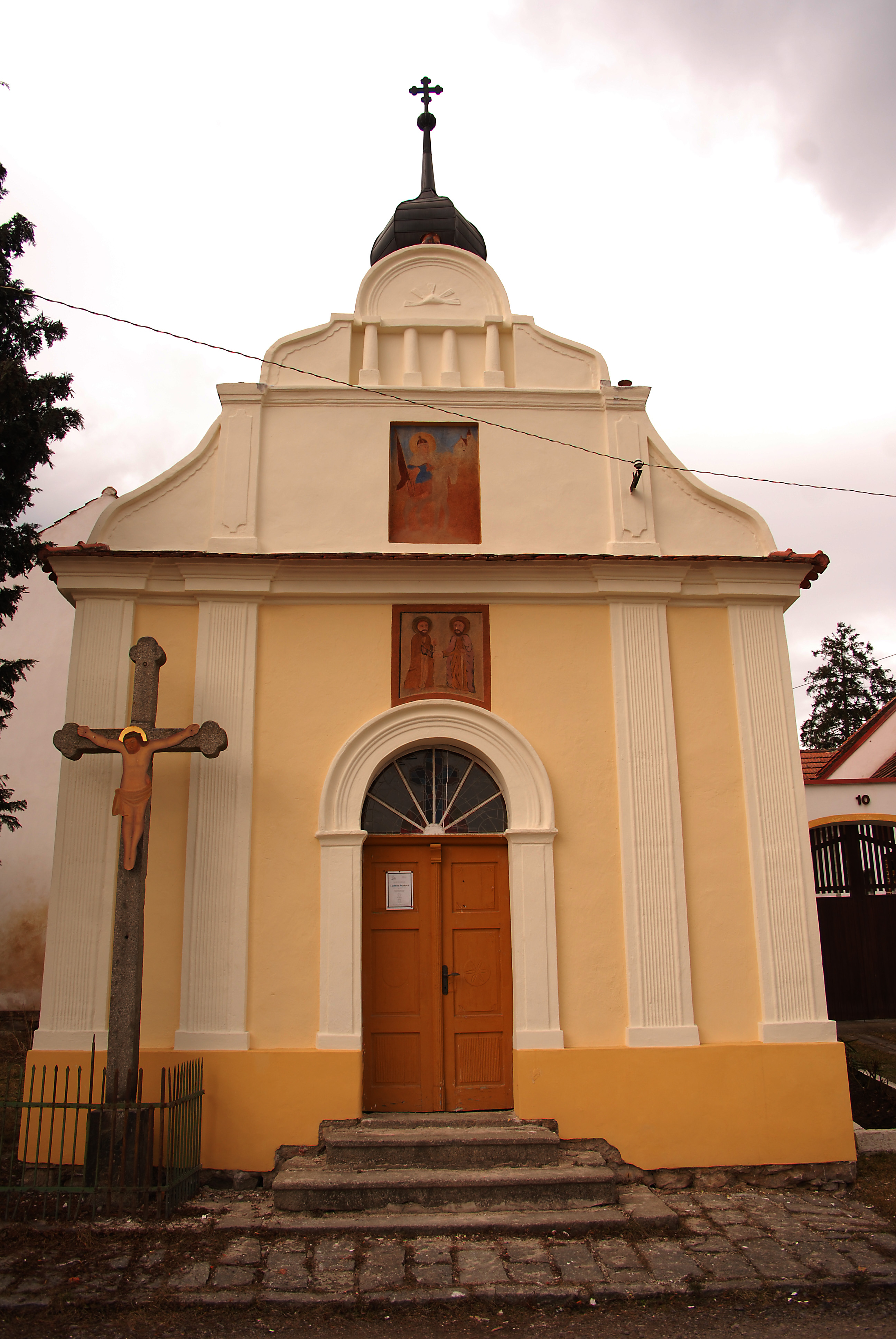
Kaple sv. Petra a Pavla
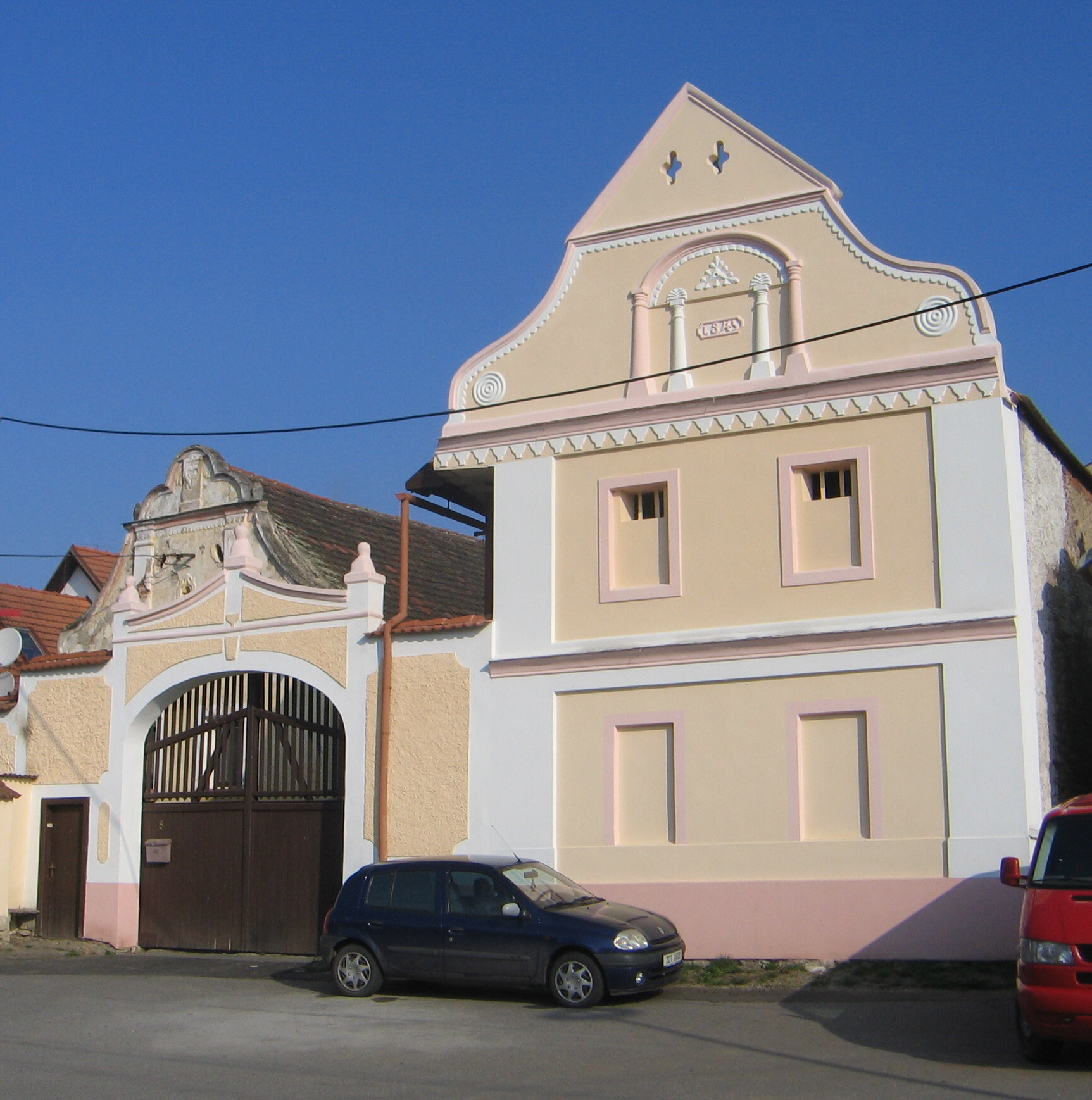
Statek č.p.8
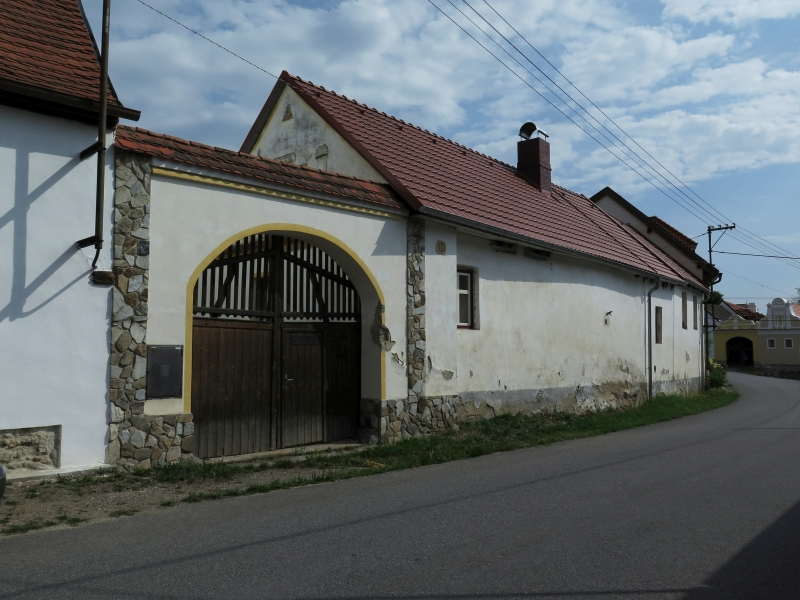
Usedlost č.p.11
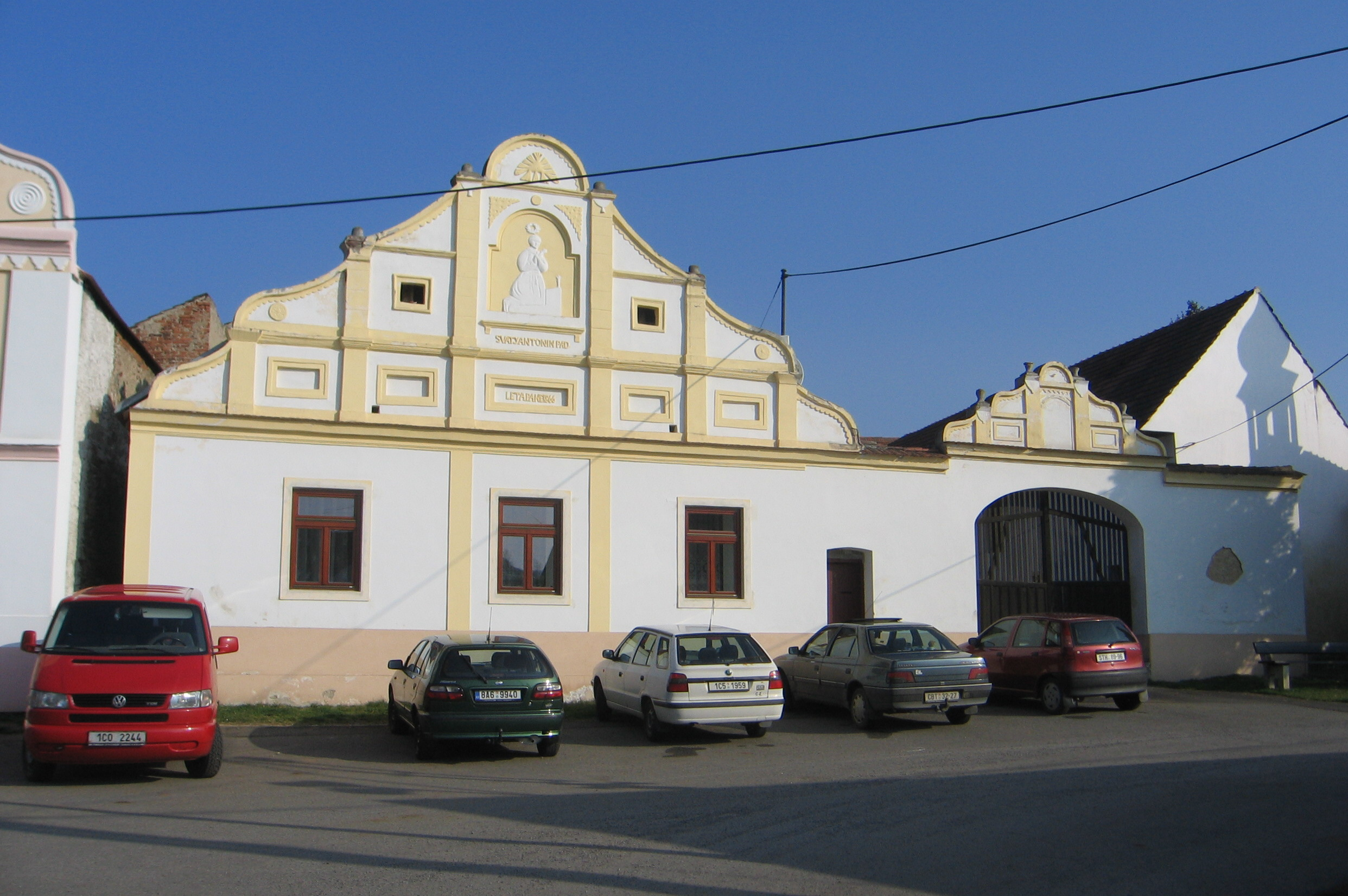
Usedlost č.p.9
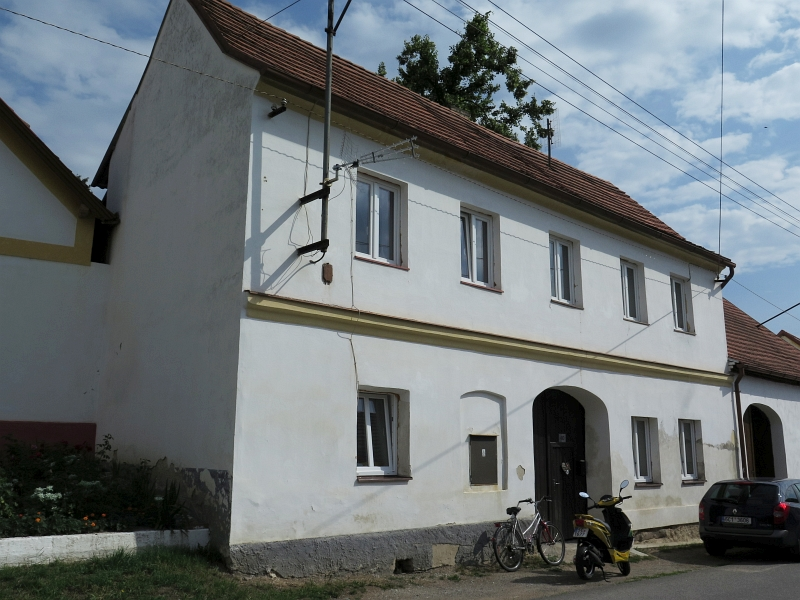
Kovárna
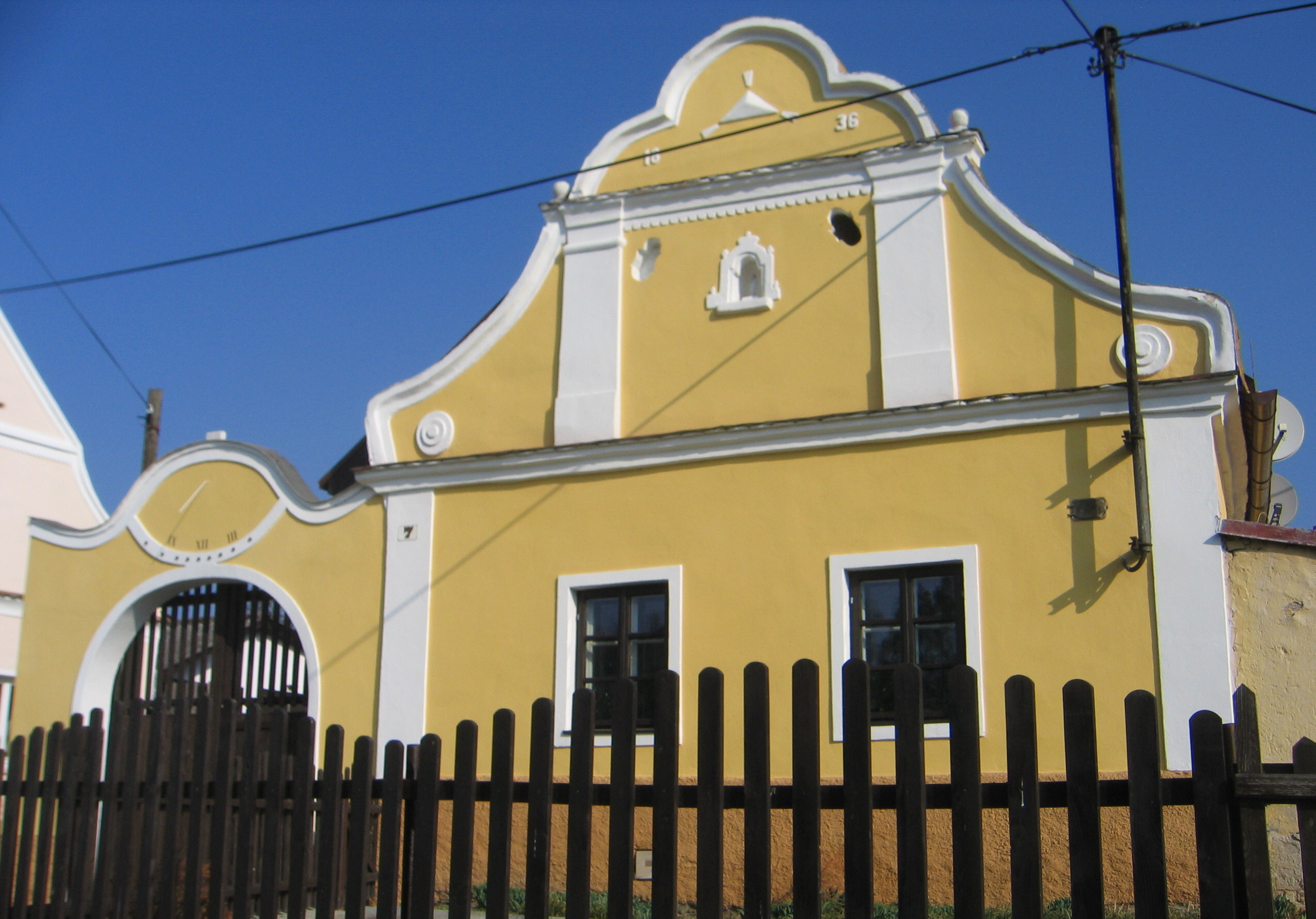
Stavení č.p. 7
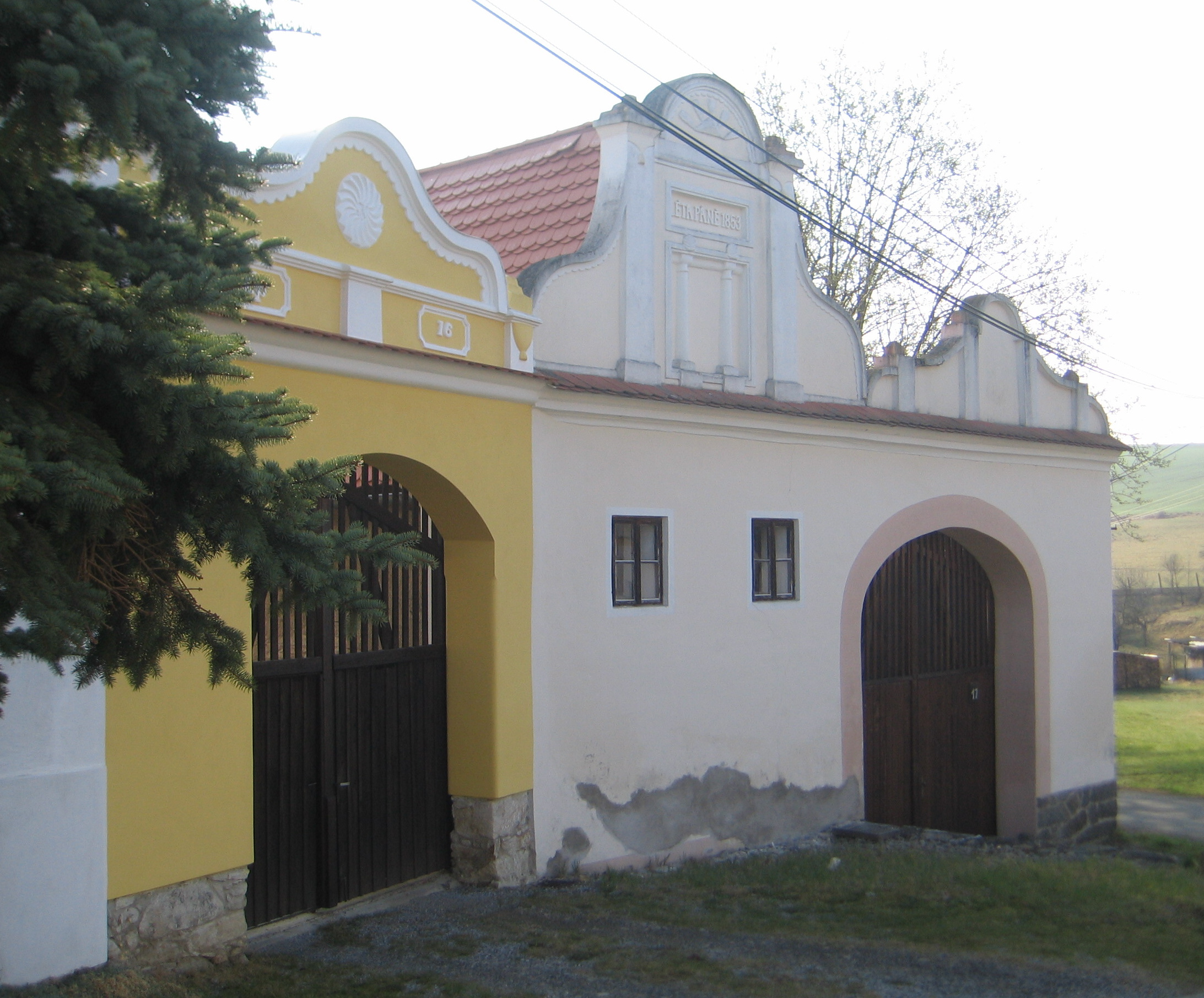
Stavení č.p.17

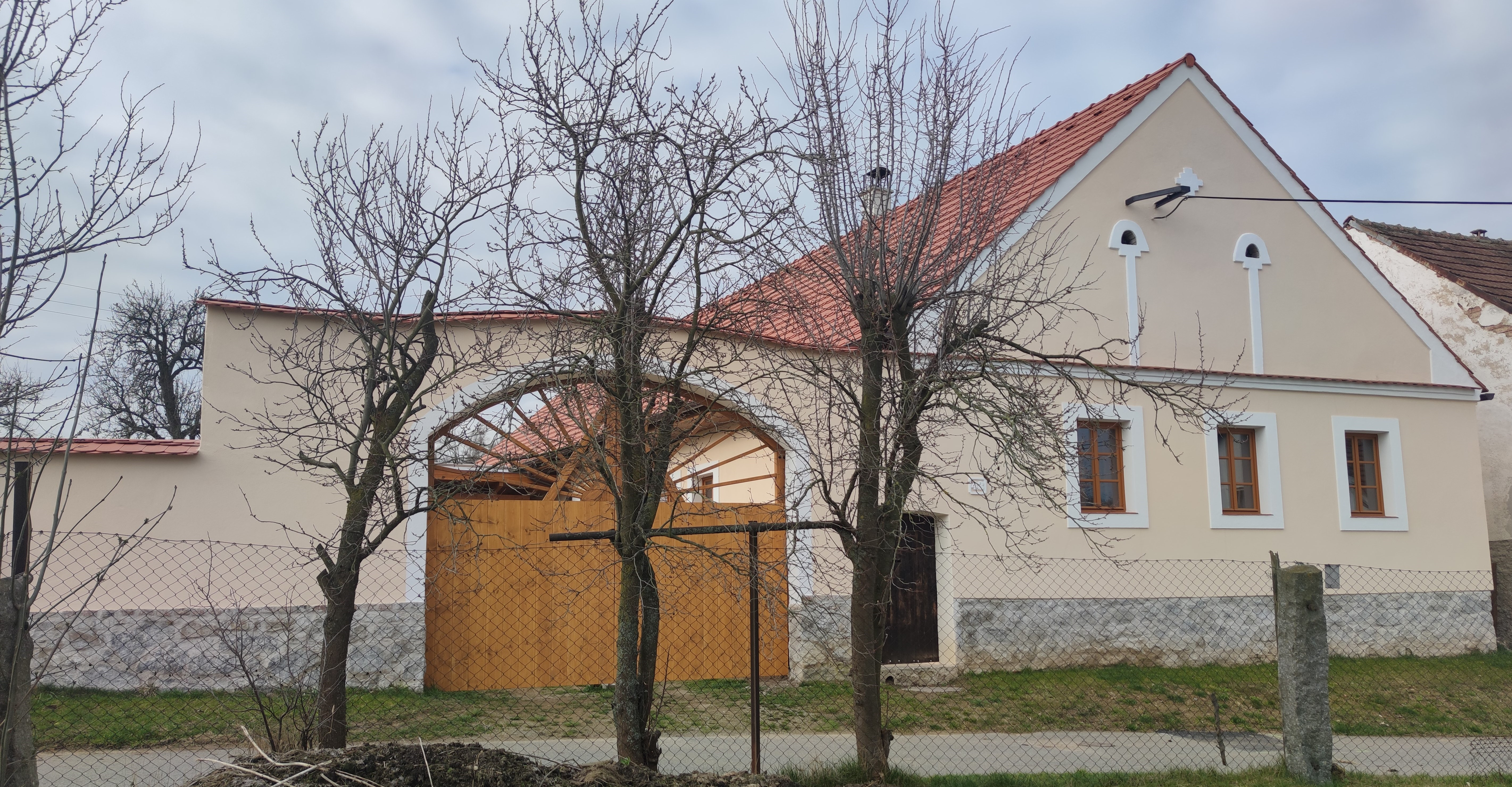
Usedlost č.p.43